# NGC 7142

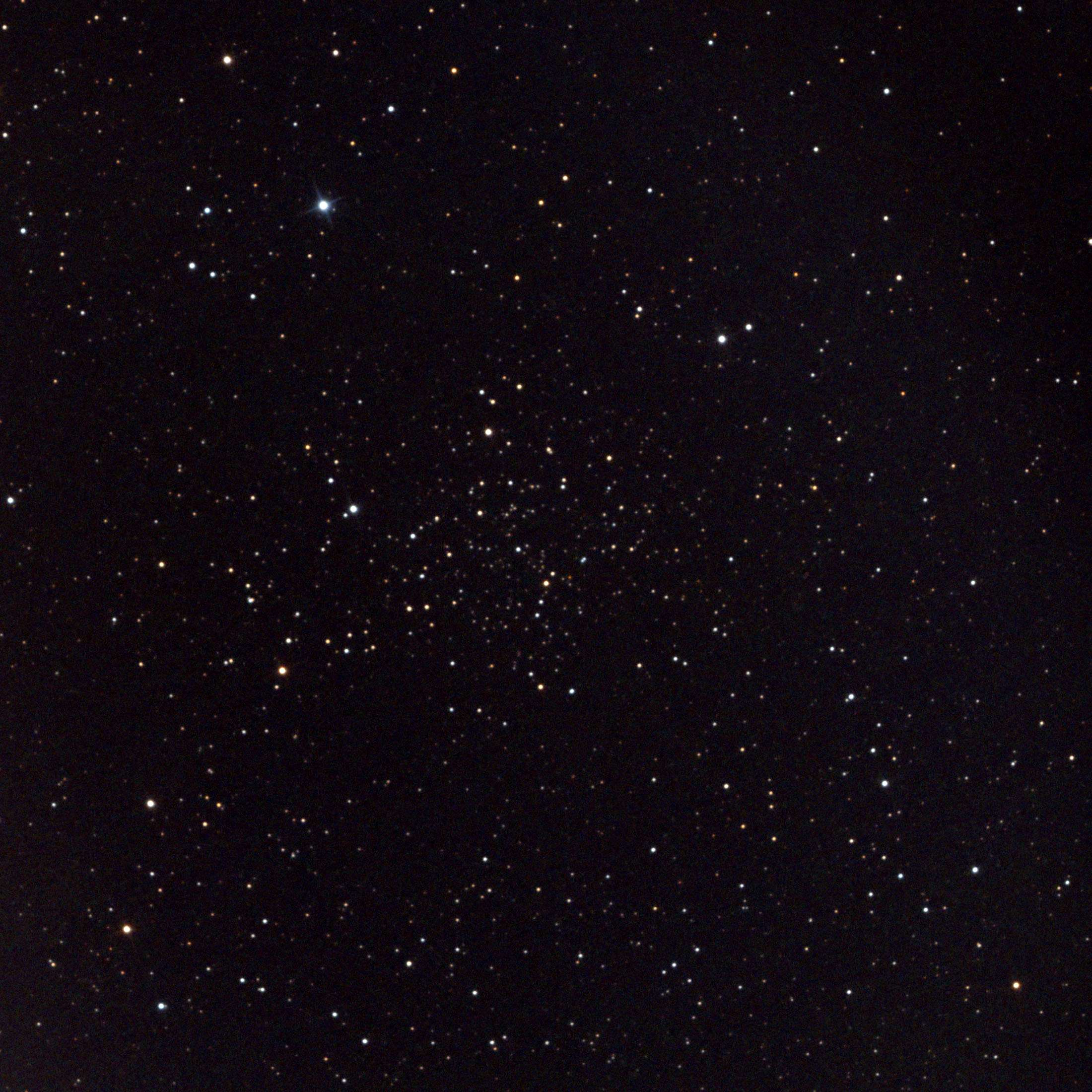
imagem do aglomerado

NGC 7142 é um aglomerado aberto na direção da constelação de Cepheus. O objeto foi descoberto pelo astrônomo William Herschel em 1794, usando um telescópio refletor com abertura de 18,6 polegadas. Devido a sua moderada magnitude aparente (+9,3), é visível apenas com telescópios amadores ou com equipamentos superiores.